# Gershon Dekel
Gershon Dekel (in ebraico גרשון דקל‎?; 25 ottobre 1943 – 29 giugno 2019) è stato un cestista e allenatore di pallacanestro israeliano.

## Carriera
Con Israele ha partecipato a due edizioni dei Campionati europei (1967, 1969).

## Palmarès
- Campionato israeliano: 3

Hapoel Tel Aviv: 1964-65, 1965-66, 1968-69
- Coppa di Israele: 2

Hapoel Tel Aviv: 1961-62, 1968-69